# The Stranger (miniserial)
The Stranger – brytyjski miniserial, zrealizowany przez Red Production Company, na podstawie powieści Harlana Cobena pod tym samym tytułem, którego premiera miała miejsce 30 stycznia 2020. Wyprodukowany dla platformy Netflix.

## Opis fabuły
Głównym bohaterem serialu jest Adam Price. Jest prawnikiem odnoszącym sukcesy zawodowe, a jego życie rodzinne przypomina sielankę. Ma kochającą żonę i dwóch synów. Wszystko ulega jednak zmianie, kiedy tajemnicza nieznajoma zdradza mu tajemnicę, dotyczącą jego żony Corrine, która chwilę później znika bez śladu. Ma to druzgocący wpływ na jego pozornie doskonałe życie.  Z czasem ta sama nieznana kobieta w czapce z daszkiem wprowadza zamieszanie w życie kolejnych ludzi. Adam Price wszczyna prywatne śledztwo, by odkryć prawdę.

## Obsada

### Główna
- Richard Armitage jako Adam Price, mąż Corinne Price i ojciec Thomasa i Ryana
- Siobhan Finneran jako detektyw Johanna Griffin
- Jennifer Saunders jako Heidi Doyle, właścicielka cukierni
- Shaun Dooley jako Doug Tripp, wieloletni przyjaciel i sąsiad Adama
- Paul Kaye jako Patrick Katz, policjant
- Dervla Kirwan jako Corinne Price, żona Adama Price'a, matka Ryana i Thomasa
- Kadiff Kirwan jako detektyw Wesley Ross, który pomaga Johannie Griffin w dochodzeniu[1].
- Jacob Dudman jako Thomas Price, starszy syn Adama i Corrine
- Ella-Rae Smith jako Daisy Hoy
- Misha Handley jako Ryan Price, młodszy syn Adama i Corinne
- Hannah John-Kamen jako Nieznajoma, dwudziestokilkuletnia kobieta, która nosi czapkę z daszkiem
- Stephen Rea jako Martin Killane, emerytowany prywatny detektyw
- Anthony Head jako Edgar Price, ojciec Adama

### Drugoplanowa
- Lily Loveless jako Ingrid Prisby
- Kai Alexander jako Dante Gunnarsson
- Callie Cooke jako Kimberley Doyle
- Jade Harrison jako Vicky Hoy
- Clinton Blake jako Bob Baime
- Robert Ewens jako Max Bonner
- Humera Syed jako Olivia Katz
- Kim Vithana jako Leila Katz
- Guy Oliver-Watts jako Ian Doyle
- Don Gilet jako Phillip Griffin
- Jemma Powell jako Becca Tripp
- Chike Chan jako Jason Yeong
- Sam Redford jako Erik Gunnarsson
- India Brown jako Ella Hoy, młodsza siostra Daisy
- Matthew Douglas jako Larry Powers
- Aretha Ayeh jako Suzanne Hope
- Joey Ansah jako Stuart Hope
- Tamica Greenaway jako DC Marisa Desford
- Ace Bhatti jako Parth Kuhalam
- Yinka Awoni jako  Peter Ince